# Friedrich-Carl Peus
Friedrich-Carl Peus (9 settembre 1871 – 17 dicembre 1950) è stato un politico tedesco.

## Biografia
Peus, figlio di H. Busso Peus e padre di Busso Peus, studiò giurisprudenza presso le università di Bonn, Friburgo, Losanna e Berlino ed è diventato avvocato nonché notaio a Münster.
Nel 1905 fu eletto consigliere comunale di Münster come membro del Partito di Centro Tedesco. Dal 1929 al 1933, durante la Grande Depressione, fu scelto come presidente del Consiglio comunale (Stadtverordnetenvorsteher) prima di essere rimosso dall'incarico dai nazisti.
Dopo la fine della seconda guerra mondiale fu nominato sindaco di Münster (Oberbürgermeister) su suggerimento di Clemens August Count von Galen, vescovo di Münster.